# Нина Кирсанова
Нина Кирсанова (1898—1989) је била једна од најзначајнијих балетских уметница у Београду, исказујући се као врхунска примабалерина, кореограф, шеф балета и балетски педагог. Поред тога, била је и болничарка, археолог и глумица.

## Биографија
Нина Васиљевна Кирсанова рођена је 1898. године у Москви, у породици Василија и Зинаиде Ванер. Име „Кирсанова” користила је као уметничко. Нина је балетско школовање започела доста касно, тек у 13-ој години, због противљења оца. На Московској позоришној школи 1919. године завршила је виши студијски одсек и исте године удала се за Бориса Попова, оперског солисту Бољшој театра. На његов наговор, Нина се пријављује и пролази аудицију у Бољшој театру, али никада није заиграла на сцени чувеног позоришта, јер је већ 1920. године избегла са мужем у Пољску, а одатле у Београд 1923. године.

### Каријера
У престоници Србије њен балетски таленат не пролази неопажено и Нина убрзо постаје чланица најпре позоришта „Мањеж“, а потом и Народног позоришта, где је блистала је у главним улогама у балетима „Жизела“, „Копелија“ и „Мадам Батерфлај“. Иако ју је београдска публика одмах заволела, изазов да оде у Француску био је исувише јак, па Нина Кирсанова 1926. године одлази пут Париза, у једну од најјачих балетских школа света.
Потврду свог великог талента Нина добија ангажманом у трупи славне Ане Павлове. Наступа као примабалерина на свим континентима од 1927. до 1931. године, када Павлова умире, а трупа се распушта. Иако је наступала по читавом свету, љубав према Београду чини своје, па се Кирсанова враћа у Србију, где постаје шеф балета, кореограф и редитељ Народног позоришта. Под њеним руководством балет остварује у Атини своје прво инострано гостовање. У том периоду остварила је 28 кореографија у балетском и оперском репертоару, а као примабалерина остварила је 18 главних улога. Међутим, и поред успеха, одлучује да настави интернационалну каријеру и већ 1934. године ангажована је у Опери Монте Карло, као шеф балета, кореограф и примабалерина. Ту остаје три сезоне, а потом годину дана проводи у Литванској опери. Затим је поново у Београду, нпр. у фебруару 1940. је у Софији дата опера "Еро с онога свијета" а у Београду "Орфеј", за које је она радила балет.

### Други светски рат
Почетком Другог светког рата одлучује да се врати у Београд, који је једино сматрала својим домом. Настањује се у улици Риге од Фере, на Дорћолу, где је отворила свој балетски студио и отпочела такође веома успешну каријеру балетског педагога. Током ратних година успевала је да одржи балетски ансамбл Народног позоришта на окупу, иако је зграда позоришта била тешко оштећена приликом бобмбардовања 1941. године и није била у функцији. По уласку Црвене армије у Београд, многи руски балетски радници, из страха од одмазде, отишли су из њега. Одмах после бомбардовања 1945. године, Нина Кирсанова се ангажовала као болничарка, превијајући рањенике и асистирајући у операционим салама. Од детињства је била добро упућена у медицину, јер јој је мајка била лекар.

### Крај каријере и нов почетак
После рата, оснива балетски студио у позоришту, који је заједно са Балетским одсеком на Музичкој академији прерастао у Државну балетску школу. Тако је Нина Кирсанова била један од оснивача и утемељивача развоја Средње балетске школе у Београду. Њен балетски ангажман у Народном позоришту окончан је 18. децембра 1951. године, извођењем опроштајне представе „Лабудово језеро“, коју је Нина поставила као кореограф и редитељ. Тада је прославила 35 година рада и последњи пут наступила као примабалерина.
По одласку у пензију бави се балетским радом, али налази времена да оствари давнашњу жељу и уписује и завршава студије археологије на Филозофском факултету у Београду. Магистарски рад о музичким инструментима у древном Египту писала је под менторством Душана Глумца,  а одбранила га је у својој 70. години, након чега одлучује да путује по земљама Блиског истока у склопу научних експедиција. Као да јој све то није било довољно, Нина Кирсанова се опробала и као глумица у култном остварењу Срђана Карановића „Нешто између“, тако да је филмски деби имала у својој 85-ој години. Последње године живота провела је на Чубури, веома скромно у собици са малом кухињом и купатилом које је сама пројектовала и направила. Преминула је 1989. године у 91-ој години живота и сахрањена је у Алеји заслужних грађана. Својим делом задужила је Србију и Београд, који јој се одужио улицом на Звездари и музејском поставком у Музеју позоришне уметности.